# Armando Migliari

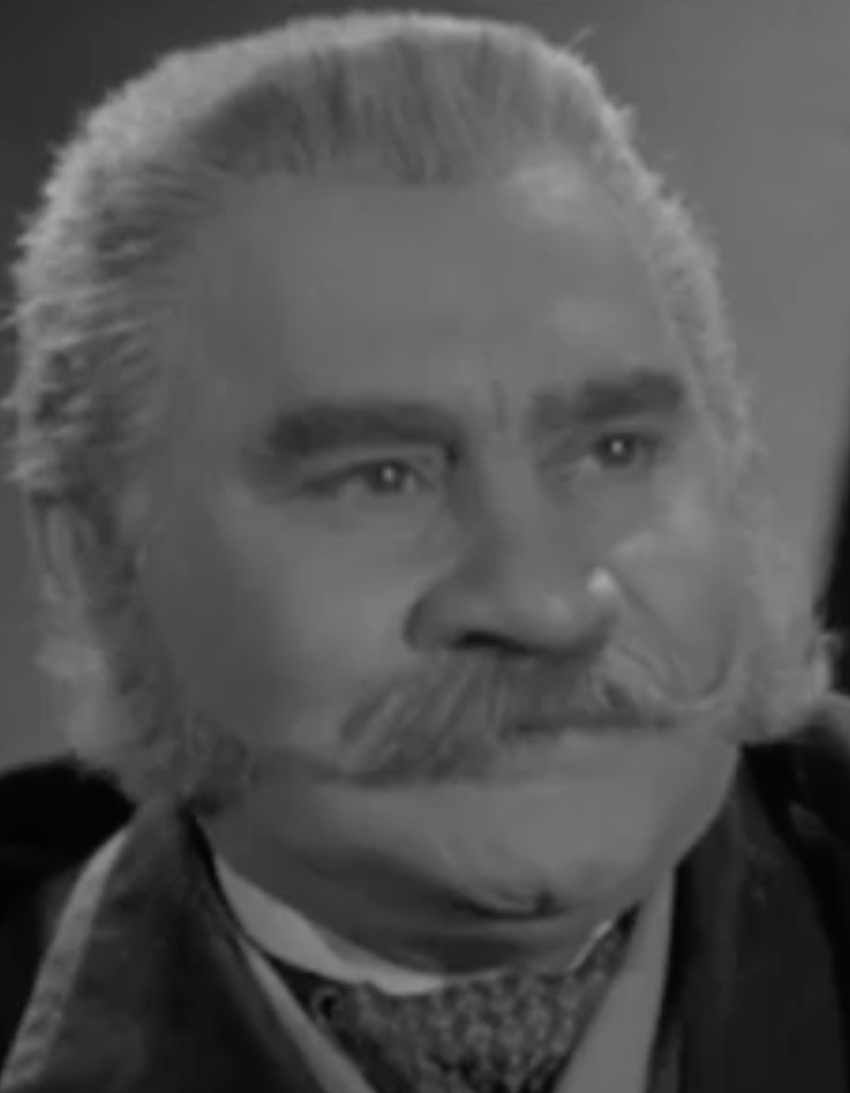
Armando Migliari in einer Szene aus dem italienischen Film Giù il sipario (1940)

Armando Migliari (* 29. April 1887 in Frosinone; † 15. Juni 1976 in Rom) war ein italienischer Schauspieler, einer der meistbeschäftigten Nebendarsteller beim italienischen Kino der 1930er und 1940er Jahre.

## Leben
Migliari trat seit 1908, seinem Debüt bei Amedeo Chiantoni, als verlässlicher Darsteller neben vielen der einheimischen Bühnenstars seines Landes auf, so spielte er neben Armando Falconi, Virginia Reiter und Anna Fontana und war Teil der Ensembles von Nino Besozzi, Aristide Baghetti, Giorgio Stival, Luigi Cimara und Evi Maltagliati. Zusammen mit Cimara, Maltagliati und Dora Menichelli, mit der er auch verheiratet war, bildete er auch eigene Kompagnien. Großen Erfolg hatte er in der Saison 1950/1951 im Stück Mein Freund Harvey sowie La regina e gli insorti, dem er im Jahr darauf mit Piccola posta (neben Elsa Merlini) einen noch größeren folgen ließ. Nach weiteren Stationen in Triest und Neapel spielte er zu Beginn der 1960er Jahre unter den Regisseuren Mario Ferrero und Enrico D'Alessandro.
Schon zu Stummfilmzeiten u. a. in zwei Werken von Emilio Graziani Walter tätig (1914 und 1916), begann seine eigentliche Filmkarriere Mitte der 1930er Jahre. Bald waren seine Anwälte, Ärzte, Edelleute, Notare, Ingenieure, Lehrer und Kommissare in einer Fülle von Werken zu sehen, in denen der dunkelhaarige, kompakte Schauspieler von zahlreichen Produzenten und Regisseuren besetzt wurde; darunter waren auch drei verschiedene Rollen der Don-Camillo-und-Peppone-Reihe. Seine Filmografie umfasst über 100 Filmauftritte, denen Migliari ganz am Ende der Karriere auch eine Handvoll Fernseh(serien)rollen anfügte.
Migliari verstarb im Alter von 89 Jahren in der italienischen Hauptstadt.

## Filmografie (Auswahl)
- 1914: Sul rogo dell'amore
- 1934: L'ultimo dei Bergerac
- 1940: Maddalena, ein Mädchen mit Pfiff (Maddalena… zero in condotta)
- 1940: Polizeiinspektor Vargas (L'ispettore Vargas)
- 1940: Walzer einer Nacht (Una romantica avventura)
- 1941: Verliebte Unschuld (Teresa Venerdi)
- 1942: Hochzeitstag (Giorni di nozze)
- 1942: Lüge einer Sommernacht (4 passi fra le nuvole)
- 1947: Abgeordnete Angelina (L'onorevole Angelica)
- 1948: Kutsche Nr. 13 (Il fiacre n. 13)
- 1949: Millionenraub im Sportpalast (La taverna della libertà)
- 1950: Ich war eine Sünderin (Ho sognato il paradiso)
- 1950: Morgen ist es zu spät (Domani è troppo tardi)
- 1950: Wenn die Liebe stirbt (Duello senza onore)
- 1952: Don Camillo und Peppone (Le Petit monde de Don Camillo)
- 1952: Vom Landpfarrer zum Papst (Gli uomini non guardano il cielo)
- 1961: Hochwürden Don Camillo (Don Camillo monsignore… ma non troppo)
- 1965: Genosse Don Camillo (Il compagno Don Camillo)